# Вільшанська селищна рада (Вільшанський район)
Вільша́нська се́лищна ра́да — адміністративно-територіальна одиниця та орган місцевого самоврядування в Вільшанському районі Кіровоградської області. Адміністративний центр — селище міського типу Вільшанка.

## Загальні відомості
- Населення ради: 6640 осіб (станом на 2001 рік)

## Населені пункти
Селищній раді підпорядковані населені пункти:
- смт Вільшанка
- с. Калмазове
- с. Осички

## Склад ради
Рада складається з 30 депутатів та голови.
- Голова ради: Харковенко Володимир Федорович
- Секретар ради: Іванова Людмила Василівна

### Керівний склад попередніх скликань
| Прізвище, ім'я, по батькові    | Основні відомості                                                        | Дата обрання | Дата звільнення |
| ------------------------------ | ------------------------------------------------------------------------ | ------------ | --------------- |
| Харковенко Володимир Федорович | Селищний голова, 1959 року народження, освіта вища, член Народної партії | 26.03.2006   | 31.10.2010      |
| Харковенко Володимир Федорович | Селищний голова, 1959 року народження, освіта вища, безпартійний         | 31.10.2010   | 27.11.2020      |

Примітка: таблиця складена за даними сайту Верховної Ради України

### Депутати
За результатами місцевих виборів 2010 року депутатами ради стали:

#### За суб'єктами висування
| Суб'єкт висування                 | Кількість обраних депутатів | %    |
| --------------------------------- | --------------------------- | ---- |
| Народна партія                    | 17                          | 56,7 |
| Партія регіонів                   | 10                          | 33,3 |
| Комуністична партія України       | 1                           | 3,3  |
| Народно-демократична партія (НДП) | 1                           | 3,3  |
| Соціалістична партія України      | 1                           | 3,3  |

#### За округами
| № округу                          | Прізвище, ім'я, по батькові      | Дата визнання обраним | Освіта             | Партійна приналежність                  | Відомості про обраного депутата                             |
| --------------------------------- | -------------------------------- | --------------------- | ------------------ | --------------------------------------- | ----------------------------------------------------------- |
| Комуністична партія України       |                                  |                       |                    |                                         |                                                             |
| 6                                 | Вздобнєв Сергій Леонідович       | 04.11.2010            | вища               | член Комуністичної партії України       | Голованівський державне лісове господарство                 |
| Народна Партія                    |                                  |                       |                    |                                         |                                                             |
| 1                                 | Розуменко Лариса Іванівна        | 15.11.2010            | вища               | член Народної партії                    | «Ятрань», продавець                                         |
| 2                                 | Балан Тамара Федорівна           | 04.11.2010            | вища               | член Народної партії                    | пенсіонер                                                   |
| 3                                 | Баронас Петро Вікторович         | 04.11.2010            | середня            | член Народної партії                    | приватний підприємець                                       |
| 4                                 | Владов Олег Дмитрович            | 04.11.2010            | вища               | позапартійний                           | Вільшанський районний відділ КРФДП «Центр ДЗК»              |
| 5                                 | Войніков Юрій Олександрович      | 04.11.2010            | вища               | член Народної партії                    | тимчасово не працює                                         |
| 11                                | Жевжеренко Валентина Василівна   | 04.11.2010            | вища               | позапартійна                            | Калмазівський СБК                                           |
| 12                                | Іванова Людмила Василівна        | 04.11.2010            | вища               | член Народної партії                    | Вільшанська селищна рада                                    |
| 14                                | Кордюкова Ганна Іванівна         | 04.11.2010            | середня спеціальна | член Народної партії                    | пенсіонер                                                   |
| 15                                | Коваленко Тетяна Миколаївна      | 04.11.2010            | вища               | член Народної партії                    | Вільшанська загальноосвітня школа                           |
| 16                                | Корінь Інна Іванівна             | 04.11.2010            | вища               | член Народної партії                    | Вільшанська районна дільнична лікарня ветеринарної медицини |
| 21                                | Мельник Іван Миколайович         | 04.11.2010            | середня            | позапартійний                           | Вільшанський РАД                                            |
| 23                                | Пономаренко Сергій Костянтинович | 04.11.2010            | вища               | позапартійний                           | Вільшанське ДУ ВМ                                           |
| 25                                | Шаргородський Сергій Іванович    | 04.11.2010            | середня спеціальна | позапартійний                           | Вільшанська районна рада                                    |
| 26                                | Шевчук Яків Васильович           | 04.11.2010            | середня            | позапартійний                           | пенсіонер                                                   |
| 27                                | Швець Павлина Михайлівна         | 04.11.2010            | вища               | позапартійна                            | Калмазівський дитячий садок                                 |
| 29                                | Харута Галина Володимирівна      | 04.11.2010            | вища               | член Народної партії                    | відділ Держкомзему                                          |
| 30                                | Яроменко Ольга Петрівна          | 04.11.2010            | вища               | член Народної партії                    | ПСП «Райсількомунгосп»                                      |
| Народно-демократична партія (НДП) |                                  |                       |                    |                                         |                                                             |
| 22                                | Смелова Олена Борисівна          | 04.11.2010            | середня спеціальна | член Народно-демократичної партії (НДП) | КП редакція газети «Зорі над Синюхою», головний бухгалтер   |
| Партія регіонів                   |                                  |                       |                    |                                         |                                                             |
| 7                                 | Гончаров Василь Олегович         | 04.11.2010            | вища               | член Партії регіонів                    | Вільшанська РДА                                             |
| 8                                 | Даненко Світлана Леонідівна      | 04.11.2010            | вища               | член Партії регіонів                    | Йосипівська загальноосвітня школа                           |
| 9                                 | Драндалуш Віктор Васильович      | 04.11.2010            | вища               | член Партії регіонів                    | відділ освіти Вільшанської РДА                              |
| 10                                | Драганов Сергій Васильович       | 04.11.2010            | середня            | член Партії регіонів                    | приватний підприємець                                       |
| 13                                | Каулін Олександр Володимирович   | 04.11.2010            | середня            | член Партії регіонів                    | ВАТ «Укртелеком»                                            |
| 18                                | Лобенко Євген Володимирович      | 04.11.2010            | вища               | член Партії регіонів                    | приватний підприємець                                       |
| 19                                | Лучанінова Тетяна Федорівна      | 04.11.2010            | вища               | член Партії регіонів                    | районний відділ освіти                                      |
| 20                                | Манзюк Людмила Федорівна         | 04.11.2010            | вища               | член Партії регіонів                    | Вільшанський дитячий садок, завідувачка                     |
| 24                                | Фудар Анатолій Петрович          | 04.11.2010            | середня            | член Партії регіонів                    | пенсіонер                                                   |
| 28                                | Швець Наталія Савеліївна         | 04.11.2010            | середня            | член Партії регіонів                    | Калмазівський будинок культури                              |
| Соціалістична партія України      |                                  |                       |                    |                                         |                                                             |
| 17                                | Коверко Віктор Михайлович        | 04.11.2010            | вища               | член Соціалістичної партії України      | приватний підприємець                                       |